# Uschi Brüning

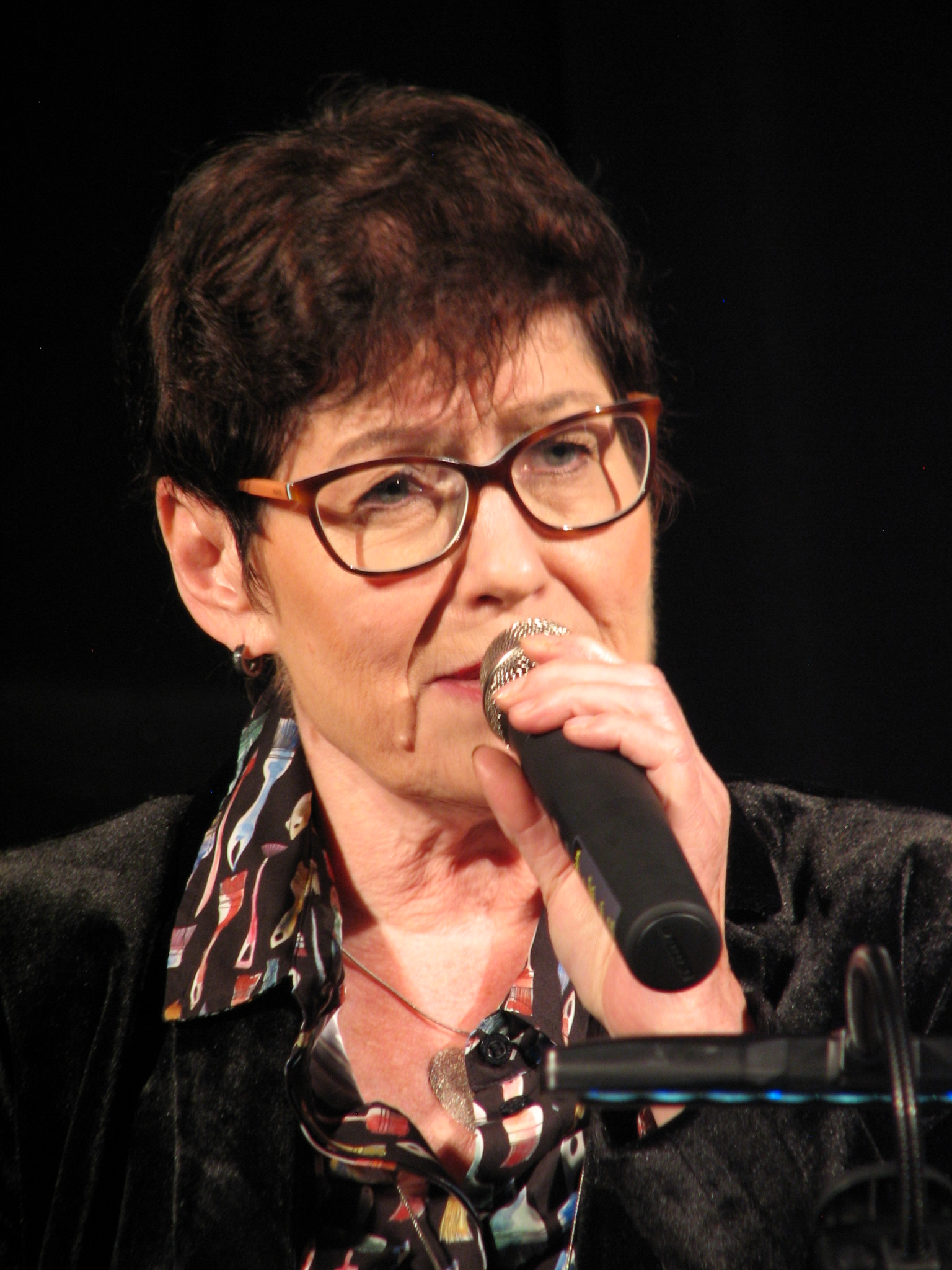
Uschi Brüning (September 2018)

Uschi Brüning (* 4. März 1947 in Leipzig) ist eine deutsche Jazz- und Soul-Sängerin und Songwriterin.

## Leben und Wirken

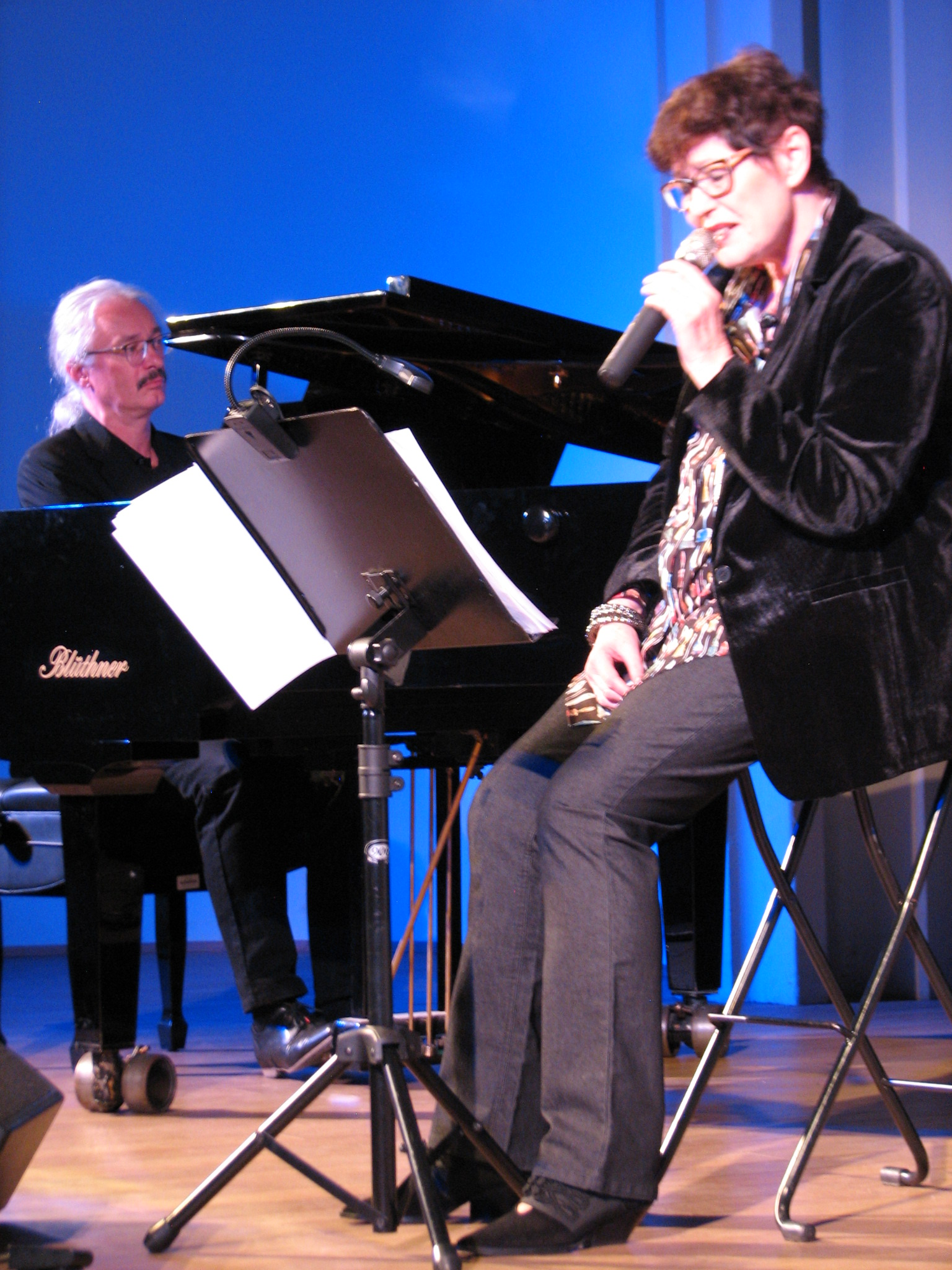
Brüning im Konzert mit Stephan König (Grimma, Gymnasium St. Augustin, September 2018)

Brüning debütierte öffentlich 1960 mit Schlagern. Mit 17 Jahren sang sie in der Amateurband Studio Team, mit der sie in den nächsten Jahren in Sachsen tourte. Sie erhielt zunächst keine Zulassung zum Musikstudium am Konservatorium in Zwickau und wurde Gerichtssekretärin. Dann besuchte sie ab 1969 in der Musikschule Friedrichshain in Berlin-Friedrichshain die Spezialklasse Tanzmusik und Gesang und sang mit der Klaus-Lenz-Band. Seit 1970 arbeitete sie als Berufssängerin. In diesem Jahr unternahm sie ihre erste DDR-Tournee mit dem Günther-Fischer-Quintett und Manfred Krug. 1972 erhielt sie den zweiten Preis beim Internationalen Schlagerfestival in Dresden.
Seit 1975 arbeitete sie mit der eigenen Band Uschi Brüning & Co., zu der unter anderem der Saxophonist Helmut Forsthoff gehörte. Ihre Unterschrift gegen die Ausbürgerung von Wolf Biermann 1976 zog sie zurück, nachdem die Stasi sie unter Druck gesetzt hatte.
1977 trat sie auf der 1. Jazzbühne Berlin auf und erhielt 1981 den dritten Preis beim Festival Kärnten International in Österreich. Seit dieser Zeit arbeitete sie mit Ernst-Ludwig „Luten“ Petrowsky zusammen, mit dem sie seit 1982 verheiratet war. 1985 nahm sie an den 1. Jazztagen der DDR in Weimar und 1986 am 1. Internationalen Frauen-Jazz-Festival in Frankfurt am Main teil. 1989 war sie auf Tournee mit dem European Jazz Ensemble und trat in dem Programm Ich mach ein Lied aus Stille mit Eva Strittmatter auf. 1993 nahm sie am JazzFest Berlin teil und trat im Programm Vier im Konzert mit Annekathrin Bürger, Barbara Kellerbauer und Carola Nossek auf. 2008 sang sie mit Georgie Fame in der Berliner Philharmonie.
Von 2015 bis zu dessen Tod 2016 trat Brüning mit Manfred Krug unter dem Titel Manfred Krug liest und s(w)ingt auf. Ihr von Andreas Bicking produziertes Album So wie ich wurde in der Kategorie Sänger/National für den Echo Jazz 2017 nominiert. In der 32. Folge der Augustiner-Konzerte am Gymnasium St. Augustin in Grimma brachte Uschi Brüning am 14. September 2018 ihr Programm Herzenslieder mit Stephan König zur Aufführung, das sie gemeinsam mit diesem erarbeitet hat.
Uschi Brüning wirkte 2024 am Song NAWW (Nach Allem Was War) des Rappers Trettmann aus Leipzig mit – ihr Gesangs-Part ist am Ende des Liedes zu hören.
Im August 2024 nahm Brüning mit dem Gitarristen Eberhard Klunker, mit dem sie bereits 1974 beim Günther-Fischer-Quintett zusammengearbeitet hatte, dessen Komposition "Regenbogen" auf, die Wochen später auf dem Label 7Jazz der Winnender Labelfamilie 7us media group (Jan Hammer, Albie Donelly, Wolfgang Lippert) veröffentlicht wurde.

## Auszeichnungen
- Uschi Brüning erhielt 2020 den Verdienstorden des Landes Berlin.[8]
- Im April 2024 wurde Uschi Brüning mit dem Verdienstkreuz am Bande des Bundesverdienstordens der Bundesrepublik Deutschland (Bundesverdienstkreuz) ausgezeichnet.[9]
- Im Mai 2025 bekam Brüning für ihr Lebenswerk den Deutschen Jazzpreis.[10]

## Diskografie

### Alben (Auswahl)
- 1972: Uschi Brüning und das Günther-Fischer-Quintett
- 1974: Uschi Brüning und Günther Fischer
- 1982: Uschi Brüning
- 1988: Kontraste – Uschi Brüning/Ernst-Ludwig Petrowsky
- 1992: Features of Usel
- 1992: Enfant
- 2000: Breitmaulfrösche
- 2002: Dein Name, das Porträt
- 2005: Swingin’ Ballads
- 2010: Uschi Brüning: Das Portrait (Original Amiga Masters)
- 2013: Ernst-Ludwig Petrowsky / Uschi Brüning / Michael Griener Ein Résumé
- 2014: Auserwählt (zusammen mit Manfred Krug)
- 2015: So wie ich
- 2016: Live (mit Engerling featuring Ernst-Ludwig Petrowsky)
- 2022: Es sungen drei Engel (mit Samtblech)

### Singles
- 1971: Komm doch zu mir / Lichterglänzendes Rad
- 1972: Dein Name / Bunte Bilder
- 1974: Es war lieb von dir / Die Angst in der Nacht
- 1974: Ich steig’ aufs Dach / Mach deine Augen zu
- 1975: Hochzeitsnacht / Einer wie du

## Autobiografie
- So wie ich. Berlin 2019, ISBN 978-3-550-05020-6

## Sonstiges
Der Schriftsteller Ulrich Plenzdorf hat in seinem Werk Die neuen Leiden des jungen W. Uschi Brüning literarisch verewigt:

„[…] Uschi Brüning! Wenn die Frau anfing, ging ich immer kaputt. Ich glaube, sie ist nicht schlechter als Ella Fitzgerald oder eine. Sie hätte alles von mir haben können, wenn sie da vorn stand mit ihrer großen Brille und sich langsam in die Truppe einsang. […] Wie sie sich mit dem Chef verständigte ohne einen Blick, das konnte nur Seelenwanderung sein. Und wie sie sich mit einem Blick bedankte, wenn er sie einsteigen ließ! Ich hätte jedes Mal heulen können. Er hielt sie so lange zurück, bis sie es fast nicht mehr aushalten konnte, und dann ließ er sie einsteigen, und sie bedankte sich durch ein Lächeln, und ich wurde fast nicht wieder.“